# Jeftina košta (1917.)
Jeftina košta je bio hrvatski igrani film iz 1917. redatelja Arnošta Grunda. 

## Vanjske poveznice
- Hrvatski filmski savez  Arhivirana inačica izvorne stranice od 21. srpnja 2011. (Wayback Machine) Povijest hrvatskog filma